# Globotrochamminopsis
Globotrochamminopsis es un género de foraminífero bentónico de la subfamilia Trochammininae, de la familia Trochamminidae, de la superfamilia Trochamminoidea, del suborden Trochamminina, y del orden Trochamminida. Su especie tipo es Trochammina globulosa. Su rango cronoestratigráfico abarca el Holoceno.

## Discusión
Clasificaciones previas incluían Globotrochamminopsis en el suborden Textulariina del orden Textulariida. Otras clasificaciones lo han incluido en el orden Lituolida.

## Clasificación
Globotrochamminopsis incluye a las siguientes especies:
- Globotrochamminopsis bellingshauseni
- Globotrochamminopsis globulosa
- Globotrochamminopsis shannoni